# Karl Kayser (Schauspieler)
Karl Kayser (* 14. Mai 1914 in Leipzig; † 27. Januar 1995 ebenda) war ein deutscher Schauspieler, Regisseur und Intendant. Er war Abgeordneter der Volkskammer und Mitglied des Zentralkomitees der SED.

## Leben
Kayser war der Sohn eines Arbeiters. Nach dem Besuch der Volks- und der Aufbauschule absolvierte er von 1928 bis 1932 eine Malerlehre in Leipzig. Er war Mitglied der Sozialistischen Arbeiterjugend (SAJ). 1932/33 absolvierte er eine Ausbildung als Schauspieler und war gleichzeitig Volontär am Schauspielhaus Leipzig. Nach den Angaben in der SED-Kaderakte war er Mitglied der beiden Nazi-Organisationen Deutsche Arbeitsfront und Reichstheaterkammer. 1933/34 bekam er ein Engagement am Staatstheater Stuttgart, 1934 bis 1936 am Staatstheater Oldenburg, 1936/37 am Stadttheater Halle und 1937/38 am Stadttheater Plauen. 1939 wurde er zur Wehrmacht eingezogen und war nach Kriegsende bis 1946 in amerikanischer Kriegsgefangenschaft.
1946 trat er der SED bei. 1946 bis 1950 war er Schauspieler und Regisseur in Leipzig und dort Mitbegründer des Theaters der Jungen Welt. 1947 bis 1950 war er Vorsitzender der Gewerkschaftsleitung der Städtischen Bühnen Leipzig. 1950 wurde er Erster Vorsitzender des Kulturbundes (DKB) des Bezirkes Erfurt und war 1952 für den Kulturbund Abgeordneter des Thüringer Landtages sowie von 1952 bis 1954 Abgeordneter des Bezirkstages Erfurt. In den Jahren von 1950 bis 1958 war er Generalintendant des Nationaltheaters in Weimar. 1958 wechselte Kayser nach Leipzig und wurde Generalintendant der Städtischen Theater Leipzig und blieb dies bis zum Jahre 1990. Seine Antrittsinszenierung war Scholochows Neuland unterm Pflug. Zu seinen bedeutendsten Inszenierungen gehörte die Aufführung von Faust I und Faust II am Schauspielhaus im Jahre 1965.
Kayser war von 1954 bis 1990 als Mitglied der DKB-Fraktion Abgeordneter der Volkskammer und gehörte von 1963 bis 1989 dem Zentralkomitee der SED an. Von 1977 bis 1989 war er Mitglied der Kulturkommission beim Politbüro des ZK der SED. Von 1965 bis 1991 war er Ordentliches Mitglied der Deutschen Akademie der Künste in der DDR. Des Weiteren amtierte er als  Vizepräsident des Verbandes der Theaterschaffenden in der DDR und war von 1975 bis 1989 Präsident des DDR-Zentrums des Internationalen Theaterinstituts.

## Theater (Regie)
- 1952: Friedrich Wolf: Der arme Konrad – (Deutsches Nationaltheater Weimar)
- 1959: Friedrich Schiller: Don Carlos – (Leipziger Schauspielhaus)
- 1964: Henrik Ibsen: Peer Gynt – (Leipziger Schauspielhaus)

## Auszeichnungen
Kayser war 1952, 1959 und 1966 im Kollektiv Nationalpreisträger. 1974 erhielt er den Vaterländischen Verdienstorden, 1979 den Karl-Marx-Orden, 1984 die Ehrenspange zum Vaterländischen Verdienstorden. 1985 erhielt er von der Karl-Marx-Universität Leipzig den Ehrendoktortitel.

## Veröffentlichungen
- Leipziger Theater 1965, E. A. Semann Verlag, 1965, Leipzig